# Präsident Schaefer
Le Präsident Schaefer est un ancien bateau à vapeur qui a servi pour la douane dans le port de Hambourg
Aujourd'hui, il peut être vu au port musée Oevelgönne et est géré par l'association du port musée. Il est classé monument historique de Hambourg depuis mai 2018 (Denkmal).

## Historique
Le bateau a été commandé en 1924, avec un navire jumeau, au bureau régional des impôts en remplacement des bateaux perdus pendant la Première Guerre mondiale. Il a été construit en 1925 au chantier naval Norderwerft (de). Le bateau était initialement propulsé par une machine à vapeur à piston de 95 cv. Il a atteint un peu moins de neuf nœuds. La machine à vapeur était alimentée au charbon, qui était transportée dans des soutes de quatre tonnes. La consommation horaire était d'environ deux quintaux de charbon. 
La barcasse douanière était initialement utilisée par divers bureaux de douane du port de Hambourg pour le dédouanement. Plus tard, elle a été principalement utilisée pour les campagnes d'inspection. 
En 1959, le bateau a été reconstruit au chantier naval de Pohl & Jozwiak. La machine à vapeur a été remplacée par un moteur diesel Jastram KRZ 4. Le moteur quatre temps à quatre cylindres a une puissance de 120 cv et agit sur l'hélice via un inverseur. Un peu plus tard, les superstructures de pont en bois avec cabine et timonerie ont été enlevées et remplacées par des superstructures en acier.
Après cela, le bateau a été utilisé par l'atelier de réparation des douanes pour fournir des services de douane flottants sur les systèmes de pontons et pour les voyages d'inspection. Après la fermeture de l'atelier de réparation des douanes à la fin de 1982, le bateau a été mis hors service. 

### Préservation
Au début, il était prévu de mettre le bateau au rebut. En 1985, le Musée d'histoire de Hambourg a repris le bateau dans sa collection de véhicules gouvernementaux historiques. Le poste d'amarrage du bateau était le port musée Oevelgönne en juillet 1985.

## Galerie

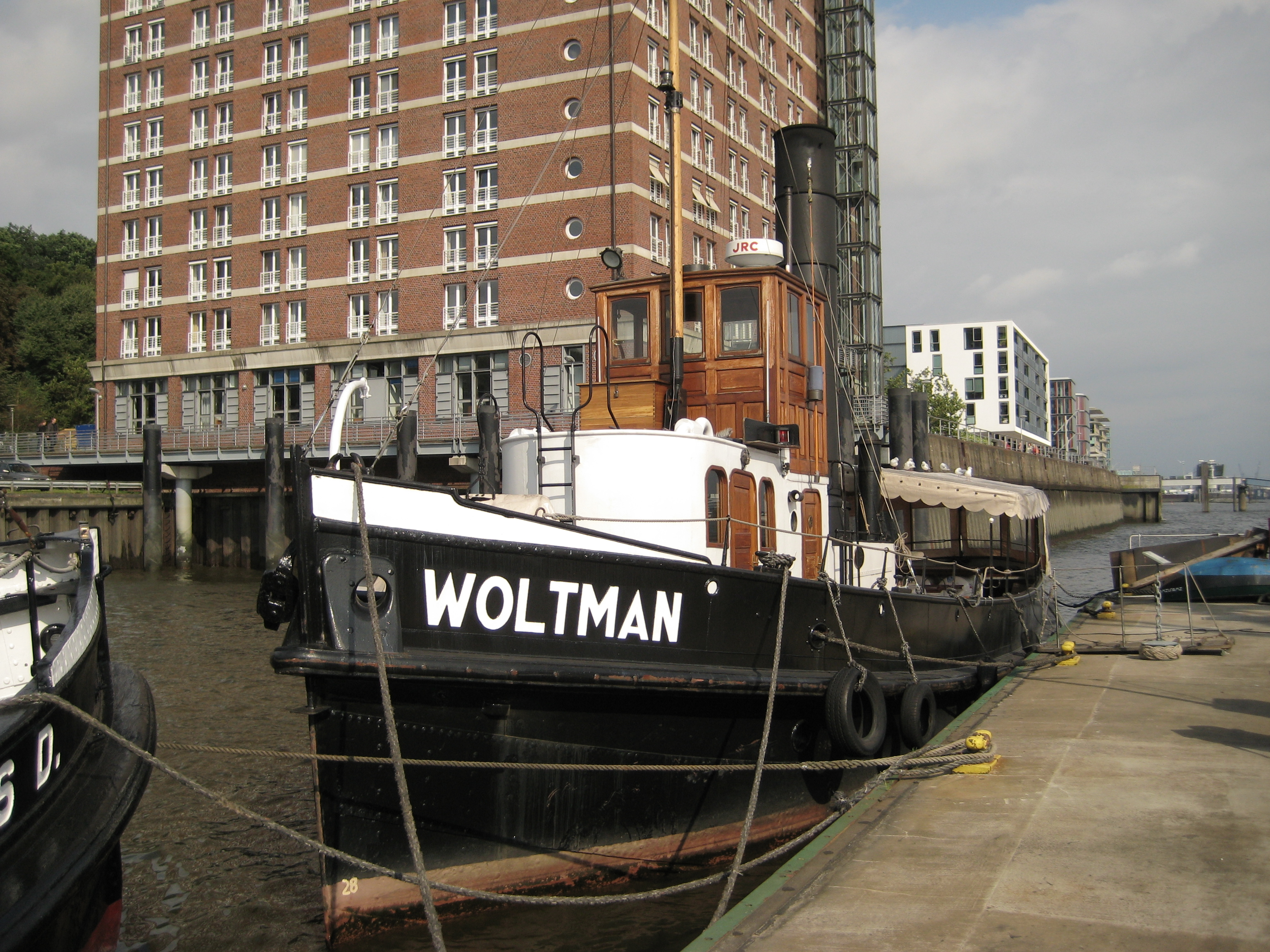
Sur le quai
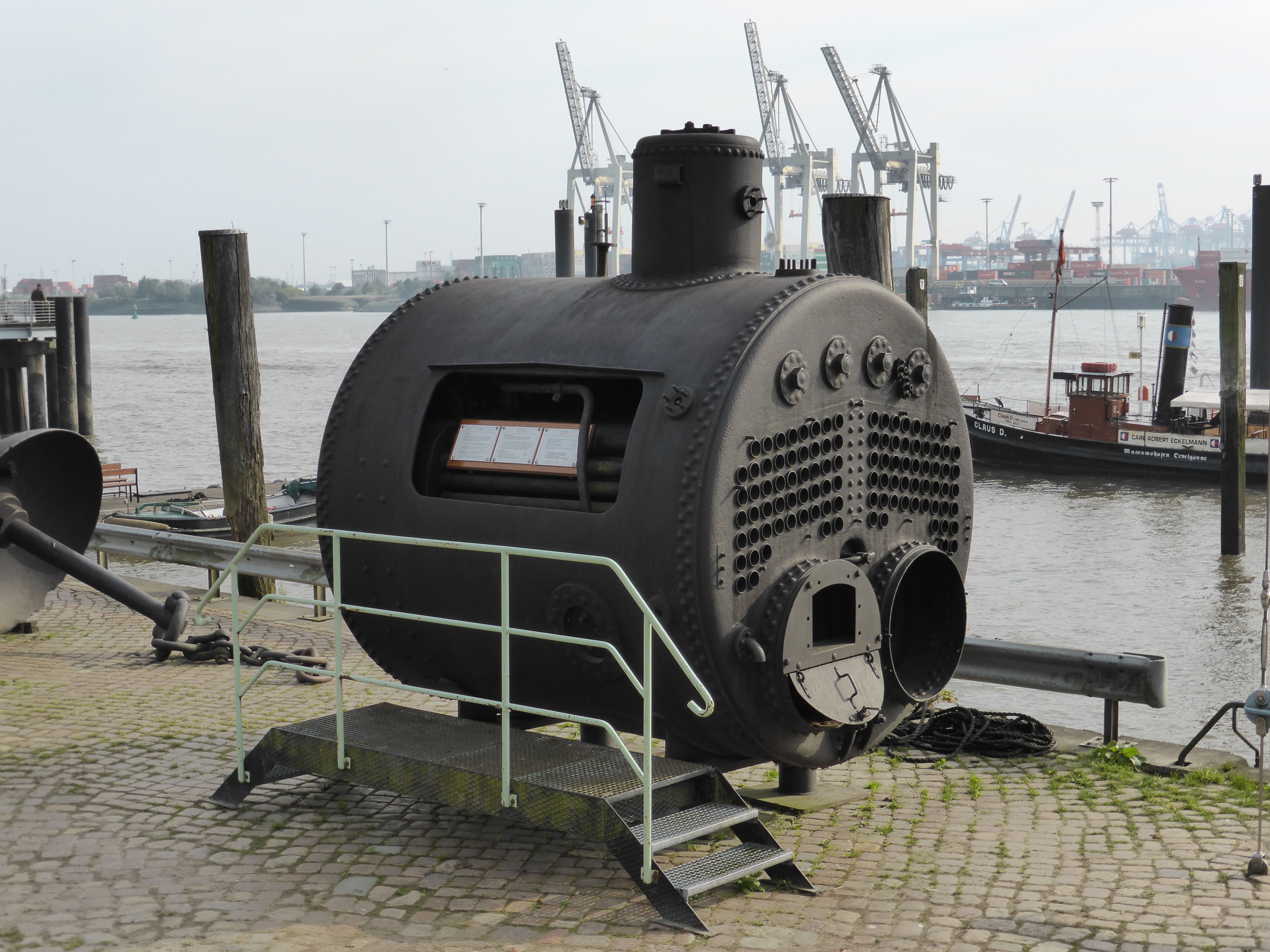
la chaudière
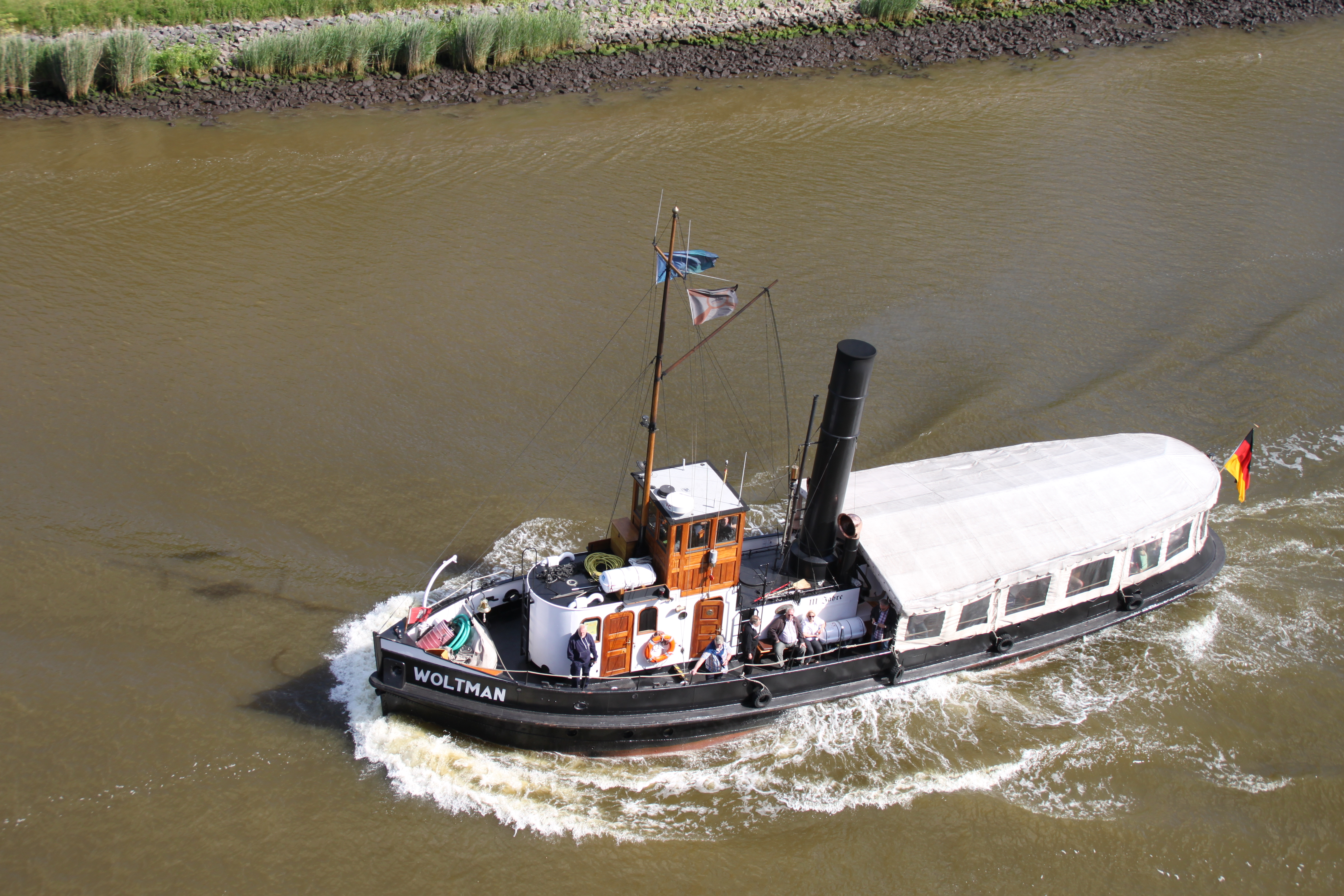
Vue aérienne